# Filtet burre
Filtet burre (Arctium tomentosum) er en 80-150 cm høj plante, der gror ved veje og bebyggelser.

## Beskrivelse
Filtet burre er en toårig, urteagtig plante med en opret, busket vækst. Stænglerne er behårede og furede med spredte blade, som er ægformede og bølgede med groft tandet rand. Oversiden er matgrøn og hårløs, men undersiden er tyndt gråfiltet.
Blomstringen sker i juli – august. Blomsterne er samlet i endestillede, kuglerunde stande, som er overtrukket med et tæt, spindelvægsagtigt filt. De enkelte blomster er rørformede med røde kronblade. De indre kurvsvøbblade er ligeledes røde. Frugterne er blegbrune nødder, der er 5-6 mm.
Rodnettet er kraftigt og både dybtgående og udbredt.
Højde x bredde og årlig tilvækst: 1,00 x 1,00 m (100 x 100 cm/år). Disse mål kan fx bruges til beregning af planteafstande, når arten anvendes som kulturplante.

## Voksested
filtet burre er udbredt i Centralasien, Sibirien, Østasien og det meste af Europa. I Danmark er den almindelig på Sjælland og syd derfor, mens den er sjælden i resten af landet. Den er knyttet til våde og fugtige, næringsrige jorde ved vejkanter, hegn, beboelser eller lignende.
Syd for Kaldredgård i Kalundborg Kommune findes arten sammen med bl.a. draphavre, løgkarse, mælkebøtte, burresnerre, sildig skovhejre, stor nælde, vild kørvel og vorterod

## Billeder
- Frø af filtet burre
- Filtet burre
- Filtet burre og stenhumle (Bombus lapidarius)

## Note
1. ↑  "Anonym: Råstofindvindinger ved Kaldredgård og Bregningegård" (PDF). Arkiveret fra originalen (PDF) 10. maj 2022. Hentet 24. september 2009.